# Иванцево (станция)
Ива́нцево — узловая железнодорожная станция Большого кольца Московской железной дороги на участке Пост 81 км — Дмитров / Яхрома. Расположена в Дмитровском городском округе Московской области. Входит в Московско-Смоленский центр организации работы железнодорожных станций ДЦС-3 Московской дирекции управления движением. По основному характеру работы является промежуточной, по объёму работы отнесена к 5 классу.
Расположена в 4 км к юго-востоку от города Дмитрова. Названа по деревне Иванцево, расположенной в 2,5 км юго-восточнее.
Станция полностью реконструирована в 2013—2015 годах в рамках реконструкции этого участка Большого кольца. На станции одна островная низкая платформа между 1, 2 путями, также есть боковые 3, 4 пути. Станционное здание находится к северо-востоку от путей.
До реконструкции на станции были 3 пути и 2 боковых платформы у боковых путей. В 2013 году началось формирование насыпи к западу, прилежащий холм был сильно срыт. Далее обе платформы были разрушены, начала строиться новая островная длинная изогнутая широкая платформа, существующая ныне.

## Движение
К северу от пути № 3 станции отходит подъездной путь на довольно большой промышленный парк на холме: ПАО «Мостожелезобетонконструкция» Дмитровский завод мостовых железобетонных конструкций  общей длиной путей около 7,5 км.
Движение от станции возможно:
- на восток по часовой стрелке Большого кольца, двухпутная линия до Поста 81 км и далее;
- на запад против часовой стрелки Большого кольца через бывший пост 87 км, ныне в границах станции, в обе стороны главного хода Савёловского направления Московской ЖД:
  - ветвь от поста на юг, в сторону Москвы, на станцию Яхрома и далее продолжение совмещённого участка Савёловского направления и Большого кольца, к Икше;
  - ветвь от поста на север, от Москвы, на станцию Дмитров, далее на север однопутная линия Савёловского направления.

## Пассажирская работа
Через станцию работают 4 пары электропоездов по кольцу маршрутов Александров — Поварово III (3 пары) и Александров — Дмитров (1 пара), (обслуживаются моторвагонным депо Александров. До 14 ноября 2017 года также работали две пары прямых маршрутов с Савёловского вокзала: Москва-Бутырская — Костино (ежедневно) и Москва-Бутырская — Жёлтиково (по выходным), обслуживались моторвагонным депо Лобня.
Поезда используют два способа прохода на Савёловское направление:
- По ССВ от/на Яхрому и далее без смены направления (пригородные поезда из/на Поварово III, поезда дальнего следования к Москве)
- По ССВ от/на Дмитров (пригородный маршрут кольца Александров — Дмитров)

Недалеко от станции находится магазин автозапчасти и стройматериалы, Борисовский пруд, а также садоводческие товарищества.
К югу от станции находится СНТ «Иванцево», а за ним несколько других СНТ.

## Галерея
- Станционное здание и расписание
- Вид с южной платформы в 2013 году
- Вид на восток с южной платформы в 2013 году
- Вид на запад с южной платформы в 2013 году
- Вид с северной платформы в 2013 году
- Вид на восток с северной платформы в 2013 году
- Вид на запад с северной платформы в 2013 году